# Коротке XX століття
Коротке XX століття — історичний період, що тривав, на думку популяризатора цього терміна (вперше запропонованого угорським вченим Іваном Тибором Берендом) — британського історика-марксиста Ерика Гобсбаума, — від 1914 по 1991 роки. Початком цього періоду є Перша світова війна, в результаті якої були ліквідовані Німецька, Російська, Австро-Угорська та Османська імперії, а кінцем — розпад СРСР і східного блоку.
Це був час тотальної війни, революції в Росії, Великої депресії, занепаду лібералізму і приходу диктатур, об'єднання антифашистських сил у Другій світовій війні, деколонізації і кінця імперій, «золотої епохи» післявоєнного підйому і період наступних економічних криз, розвиток країн третього світу, виникнення і розпад соціалістичної системи.
Також Гобсбаум створив поняття «Довгого ХІХ століття» (1789-1914).